# Língua naxi
Naxi ( AFI: [nɑ˩çi˧]), também chamada Nakhi, Nasi, Lomi, Moso, Mo-su, é uma línguaou um grupo de línguas Sino-Tibetanas falada por cerca de 310 mil pessoas, a maioria das quais vive em Lijiang ou nas proximidades, no Condado Antônomo Yulong Naxi (Yùlóng Nàxīzú Zìzhìxiàn 玉龍納西族自治縣), Yunnan, China. Naxi é também o grupo étnico que fala a língua, embora em detalhes oficialmente definíveis não haja uma relação tão nítida em termos étnicos e linguísticos: há falantes de Naxi não registrados como Naxis e cidadãos oficialmente Naxis que não falam a língua Naxi.

## Classificação
Há pelo menos dois gropus de línguas Naxi. A variante Ocidentai (Naxi próprio) que é bem homogênea, enquanto que a variante Oriental (Na) consiste em diversos dialeto não mutuamente inteligíveis.
A estrutura sintática de Naxi é semelhante a de outras línguas sino-tibetanas não-chinesas faladas em Yunnan.
É comumente proposto por especialistas chinesas que sejam línguas Naic, do grupo das Lolo-Birmanesas, porém, Ziwo Lama (2012) classifica Naxi, como parte do ramo “Naxish” das línguas Lolo.
No entanto, já em 1975, o línguista sino-tibetano David Bradle considerou o Naxi como sendo de fato uma língua Qiangic. Thurgood e La Polla (2003) declararam que "A posição do Naxi ... ainda não é clara apesar das muitas especulaçõesn", deixando-a com não classificada, mas dentro das Sino-tibetanas. Guillaume Jacques e Alexis Michaud (2011) classificaram Naxi dentro de um grupo "Naic" dum proposto ramo das "Na-Qiangic"..

## Uso
Conforme o censo chinês de 2000, 310 mil pessoas falvaam Nakhi, sendo 100 mil monolíngües. Aproximadamente 170.000 falam chinês, tibetano padrão,  Bai ou Inglês como uma segunda língua. Quase todos os falantes vivem em Yunnan, alguns no Tibete, sendo possível que alguns vivam na Birmânia.
A língua é falada entre pessoas naxis na vida cotidiana, assim, a língua não está em perigo de desaparecer em breve, embora a alfabetização escrita ainda seja uma habilidade rara. A linguagem pode ser escrito com o silabário geba ou com o alfabeto latino, mas esses raramente são utilizados na vida cotidiana, sendo poucas as pessoas capazes de ler Naxi.
Os três mais comuns dialeto s são Lijiang, Lapao, e Lutien. Lijiang, que é falado nas regiões ocidentais do alcance da linguagem, sendo o mais uniforme dos três e é fortemente influenciado por dialetos chineses e pelo Yunnanês padrão, o que prova é provado por seu enorme volume de palavras vindas do chinês. Os dialetos orientais, que são muito mais nativos,  têm muitas diferenças dialetais.

## Fonologia
O alfabeto latino aqui usado é um Pīnyīn de 1957

### Consoantes
|                         | Labial    | Labiodental | Dental | Retroflex | Alvéolo-Palatal | Palatal | Velar | Glottal |
| ----------------------- | --------- | ----------- | ------ | --------- | --------------- | ------- | ----- | ------- |
| Oclusiva surda          | p b       |             | t d    |           |                 | c ?     | k g   | ʔ       |
| Oclusiva aspirada       | pʰ p      |             | tʰ t   |           |                 | cʰ ?    | kʰ k  |         |
| Oclusiva sonora         | b bb      |             | d dd   |           |                 | ɟ ?     | ɡ gg  |         |
| Oclusiva pré-nasalisada | ᵐb nb     |             | ⁿd nd  |           |                 | ᶮɟ ?    | ᵑɡ mg |         |
| Africada surda          |           |             | ts z   | tʂ zh     | tɕ j            |         |       |         |
| Africada aspirada       |           |             | tsʰ c  | tʂʰ ch    | tɕʰ q           |         |       |         |
| Africada sonora         |           |             | dz zz  | dʐ rh     | dʑ jj           |         |       |         |
| Prenasalized affricate  |           |             | ⁿdz nz | ⁿdʐ nr    | ⁿdʑ nj          |         |       |         |
| Fricativa surda         |           | f           | s      | ʂ sh      | ɕ x             |         | x h   |         |
| Fricativa sonora        |           | v           | z ss   | ʐ r       | ʑ y             |         | ɣ w   |         |
| Nasal                   | m         |             | n      |           |                 | ɲ ni    | ŋ ng  |         |
| Lateral                 |           |             | l      |           |                 |         |       |         |
| Vibrante simples        |           |             | r ?    |           |                 |         |       |         |
| Semivogal               | w u, ɥ iu |             |        |           |                 | j i     |       |         |

### Vogais
No dialeto Lijiang, há nove vogais, além da silábica /v̩/. São /i, e, æ, ɑ, y, ɨ, ə, o, u/ escritas i, ee, ai, a, iu, ee, e, o, u. Há também o  /əɹ/ final, escrito er.

### Tons
Há quatro tons: alto, médio, baixo (ou queda), e (em algumas poucas palavras) alto  ascendente. São escritos -l, -, -q, -f.

## Amostra de texto
Texto escrito na forma Naxi do alfabeto latino
Naqxi tei'ee jju pil gguf, Naqxi balzhee tv ceeq sie. Naqxi tei'ee Naqxi bal, sseiweq leq gee dde bbaq leq bbaq ssi ddee ddoq nee, Naqxi xiyuq huahuaq.
Português
Como o povo Naxi tem sua própria escrita, foi publicado um jornal em Naxi. A escrita Naxi é linda como uma flor desabrochando. Vendo essa linda flor percebe-se que a vida do povo Naxi é plena de felicidade.